# Callipappus immanis
Callipappus immanis är en insektsart som först beskrevs av William Miles Maskell 1892.  Callipappus immanis ingår i släktet Callipappus och familjen pärlsköldlöss. Inga underarter finns listade i Catalogue of Life.